# Frankrikes konsthistoria
Den här artikeln handlar om konstens historia i Frankrike.

## Forntiden
Den franska konsthistorien börjar med grottmålningarna i Lascaux i Dordogne från den äldre stenåldern för omkring 15 000 år sedan.. Dessa målningar hade förmodligen magiska funktioner och avbildar djur som hästar och bisonoxar mycket naturtroget och kan fortfarande ses som oöverträffade rörelsestudier.

## Antiken

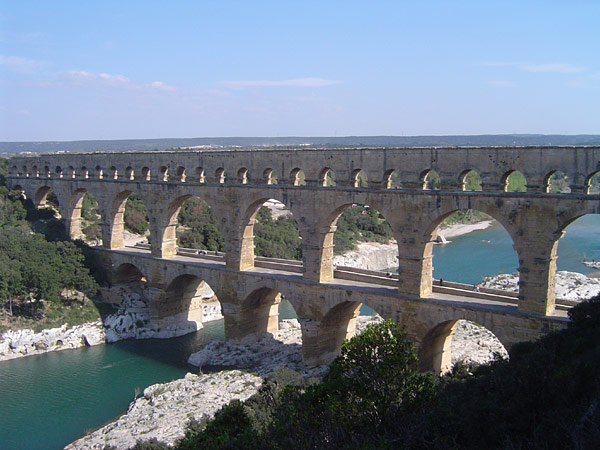
Akvedukten vid Pont du Gard

Grekerna grundade en koloni på den franska medelhavskusten omkring 600-talet f.Kr. vilket blev grunden till staden Marseille. Det återstår dock inga spår av någon grekisk kultur i Frankrike.
Kelterna etablerade sig i Frankrike från omkring 400 f.Kr. och deras konst liknar på alla vis den keltiska konst som vid denna tid producerades över hela den europeiska kontinenten (fastän fransmännen gärna talar om den som l'art gaulois). Denna keltiska konst, dessin curviligne, som huvudsakligen består av redskap och smycken, är dekorerad med abstrakta, runda och roterande former gjorda efter grekiska och romerska förebilder. Det har ofta sagts att denna konst är otypisk för den saklighet och balans som kom att utmärka den franska konsten under historisk tid.
När romarna inlemmade Gallien i det romerska riket 57–52 f.Kr. var det ett outvecklat land som snabbt upptog den romerska konsten och formades efter de romerska imperieidealen. Många av den bäst bevarade romerska arkitekturens verk återfinns i Provence i södra Frankrike: 
- templet Maison Carrée i Nîmes
- Akvedukten Pont du Gard utanför Nîmes
- Teatern och triumfbågen i Orange

Relieferna på triumfbågen i Orange är ett exempel på den gallisk-romerska konsten, en konst där keltiska slingrande ornament och en klassisk struktur samexisterar utan att egentligen hitta varandra.
Den romerska konsten i Frankrike kom att bli utomordentligt viktig för landets framtida konstliv. Den klassiska grunden återkommer klarare i Frankrike än i något annat land utanför Italien direkt efter det romerska rikets upplösning utgjorde romerska förebilder en naturlig utgångspunkt för den första egentligt franska konst som följde.

## Merovinger
Den gallisk-romerska konsten gick under när visigoter, burgunder och franker började strömma in i landet. Ett visst mått av konsolidering kom då den förste kristne, frankiske kungen Klodvig I erövrat större delen av det som idag är Frankrike omkring 500. De därpå följande 250 åren utmärkte sig dock framför allt av släktfejder inom merovingerna, den styrande släkten.
Nästan ingen konst har överlevt från denna tid, baptisteriet Saint-Jean i Poitiers är ett av undantagen, och det största intresset tilldrar sig bokmåleriet som kan sägas vara typisk för keltisk konst. Alla figurativa element är hårt stiliserade och målade med bjärta färger. Motiven är ofta kristna och utgår från romerska eller orientaliska förebilder. Särskiljande är dock de många bokstäver som byggts upp med djurformer. Detta kan ses som den första egentligt franska konsten.

## Karolinger
Karl den store skapade Västeuropas första stora rike omkring 800. Karl såg sig själv som en arvtagare till det romerska riket och lät kröna sig i Rom år 800.
Idag brukar hans strävanden att samla lärda omkring sig och höja den kulturella nivån i Europa i största allmänhet, betraktas som den första renässansen i Europas konsthistoria. Det är genom denna s.k. karolingiska renässans som vi idag har kvar avskrifter av Vitruvius' De architectura libri decem och de många palats och kloster som Karl lät uppföra kom att bli en viktig grund för de renässanser som följde.
Karl bytte också ut den svårlästa merovingiska uncialskriften mot den karolingiska minuskeln som kom att utvecklas till antikvan.

### Arkitektur
Den bäst bevarade arkitekturen från den karolingiska tiden är Karls palatskapell i Aachen (idag i Tyskland).
På fransk mark finns Teodulf av Orléans privata palatskapell i Germigny-des-Prés från 806 bevarat i form av en rekonstruktion från 1800-talet. Den består av en kupol som vilar på fyra kolonner och var försedd med absider och ett stort torn.
Av större betydelse för arkitekturen under de följande epokerna var förmodligen klosterkyrkan Saint-Riquier nära Abbeville från 799 som blev stilbildande för den romanska arkitekturen. Saint-Riquier har rekonstruerats efter tillgängliga beskrivningar.

### Bildkonst
De karolingiska kyrkorna var invändigt dekorerade med mosaiker och fresker. Dessa hade framför allt en pedagogisk uppgift: de skulle undervisa den icke läskunniga befolkningen. Nästan ingenting av denna utsmyckning finns bevarad, ett undantag är mosaiken i Saint-Germain i Auxerre från omkring 850. Då freskerna var billiga att uppföra blev de äldre bilderna ofta överkalkade och ersatta med nya bilder.

### Bokkonst
Det karolingiska bokmåleriet överträffade all annan konst från denna tid. Dyrbara färger, juveler och guld förgyller dessa praktverk som endast ett fåtal stormän hade råd att beställa. En stor del av denna konstart har bevarats och bokverken kan ibland knytas till tillverkningsorter som Reims och Tours. Några kända Biblar är Eboevangeliet, tillverkat i Reims omkring 823, och de illustrerade Biblarna från skolan från Martin den heliges kloster i Tours.

## Romansk konst
Det frankiska riket delades 843, och det egentliga Frankrike kan sägas ha sett dagens ljus med Karl den skalliges rike i det som i dag är västra Frankrike. Hotet från framför allt vikingarna gjorde dock att ingen politisk stabilitet kunde uppnås under de följande 150 åren då feodalismen förhindrade varje strävan efter framsteg. Denna tid brukar kallas för "den mörka tiden" och inte mycket finns att säga om dess konst.
Med Capetingernas bestigning av den franska tronen 987 kom ljusningen, och under seklet som följde började olika skolor och verkstäder i Frankrike att utveckla flera estetiska och konstruktiva nyheter. Till skillnad från den arkitektoniska enhetlighet som det tyska kejsardömet kunde uppvisa vid denna tid uppfördes i Frankrike kyrkobyggnader av vitt skilda slag i olika delar av landet. Tillsammans bidrog de på var sitt sätt till det som kom att bli gotiken.

### Arkitektur
De romanska kyrkorna innebar att kyrkornas kapacitet ökade dramatiskt. En viktig orsak till detta var de pilgrimsvägar genom västra Frankrike som ledde till Santiago de Compostela i spanska Galicien. Pilgrimsfärderna utgick från de religiösa centralorterna Chartres, Paris, Vézélay och Arles, och mellan dessa och den spanska vallfartkyrkan uppfördes en rad kyrkor med kapacitet att ta emot pilgrimerna. Dessa kyrkor hade många gemensamma drag och innebar att nya konstruktionslösningar och konstnärliga bedrifter fick snabbt genomslag i hela området.
I Normandie uppfördes omkring 1050 flera treskeppiga kyrkor med många av de kännemärken som kom att utmärka den romanska arkitekturen. Den massiva murverkan från tidigare epoker ersattes av ett mittskepp som försetts med klerestorium och arkader vilket skapade vertikaltet och släppte in ljus i kyrkorummet. En annan nyhet var den västra tvåtornsfasaden. Vidare använde man så kallas stödväxling i långhuset med halvkolonner som övergick i knektar och sträckte sig ända upp till taket avlösta av kolonner i arkaden i den första våningen. Resultatet blev att en mittskeppstravé motsvarades av två i sidoskeppen. Tillsammans med fönstren och läktaren ovanför pekar detta tydligt mot den genomsläpplighet som kom att utmärka gotiken.
- Saint-Étienne, Caen, efter 1050.
- Sainte-Trinité, Caen, efter 1060.
- Notre-Dame, Jumièges, ca 1040–1070. (extern bild)

I Poitou (gammal provins vid dagens Poitiers) skapades ett annorlunda kyrkorum. Mittskeppet kröntes av tunnvalv och sidoskeppen av kryssvalv vilket gav en snarast horisontell verkan. Korsmitten kröntes av ett torn, och västfasaden saknade torn men var rikt dekorerad av skulpturer placerade i arkader. Det senare kom att bli utmärkande för gotiken.
- Saint-Savin-sur-Garetempe, Poitou, ca 1070
- Notre-Dame-la-Grande, Poitiers, ca 1100.

I Auvergne liknade kyrkorna de i Poitou men tunnvalvet höjdes "en halv våning" av en låg emporvåning, och trycket från mittskeppets valv upptogs av transversalbågar. Ett viktigt bidrag till gotiken var sidoskeppen som drogs runt koret och möttes i en koromgång.
- Notre-Dame-du-Port, Clermont-Ferrand, ca 1100.

Kyrkorna i Akvitanien uppfördes istället i en italiensk-bysantinsk stil med en grundplan som ett grekiskt kors och kupoler på pendentiv över alla fyra travéer. Dessa kyrkor fick få efterföljare.
- Katedralen i Angoulême, ca 1105.
- Saint-Front i Périgueux, efter 1120.

Benediktinerna, med sitt huvudkloster i Burgund, uppförde kyrkor i en stil som kombinerade landvinningarna från alla andra håll. Under en period på omkring 200 år byggdes klosterkyrkan i Cluny om i flera omgångar, och under abbot Hugo utvecklades det till en femskeppig basilika med arkader, spetsbågar, triforium, klerestorium och två transept och ett enormt kor med koromgång, allt omgärdat med ett dussin absider och flera torn. Den burgundiska stilen fick efterföljare i hela Frankrike och blev mycket viktig för den gotiska katedralen. 
- Klosterkyrkan i Cluny, 910, 950 och 1088
- Saint-Étienne, Nevers, ca 1063–1097.
- Notre-Dame, Paray-le-Monial, ca 1130.
- Saint-Lazare i Autun, ca 1130.

### Bildkonst
När kyrkobyggandet tog fart på 1000-talet var den klassiska konsttraditionen fullständigt bortglömd: Någon skulptur som självständig disciplin hann heller aldrig utvecklas under den romanska tiden, och skulpturer i större format förekom egentligen bara i södra Frankrike. Större delen av den skulptur som producerades under denna tid var underställd och starkt bunden till arkitekturen. De referenser som konstnärerna hade att tillgå var bokmåleri, elfenbensreliefer och smidesarbeten, och den konst de producerade utifrån dessa referenser var nästan uteslutande låga reliefer, närmast som långt drivna graveringar. Dessutom var bildmotiven alltid anpassade till det arkitektoniska sammanhanget och hänvisade till vissa bestämda platser i kyrkorummet: tympanonfält, friser, trymåer och kapitäl.
Gestalterna i bilderna var i första hand helgon och mer eller mindre fantastiska djur. I någon mening kan man förstå dessa bilder som ikoner: det var inte bildernas innehåll som gestaltades, innehållet fanns istället bortom bildplanet och måste "läsas" fram. Bildernas funktion var i första hand pedagogisk – de fungerade som illustrationer till det kristna budskapet som framfördes i kyrkan – men de framförde sitt budskap indirekt genom allegorier och symboler. För att förstå deras ofta mångbottnade budskap krävdes en uttolkning. Mer direkt berättande var de bilder som redogjorde för berättelser ur Nya Testamentet. Där förekom stiliserade avbildningar av föremål som fartyg, vapen och byggnader som kunde kännas igen från historierna i Bibeln.
Såväl kyrkornas väggar som all den romanska skulpturen var bemålad, men idag finns bara mindre fragment bevarade av den färgglädje. Freskerna i tunnvalvet, förhallen och koret i Saint-Savin-sur-Gartempe har kallats den romanska konstens motsvarighet till renässansens Sixtinska kapellet. Utan försök till rumsillusion eller naturalism har ett fåtal jordfärger används för att återge de episka scenerna så att de ser ut att existera bortom verkligheten.
De romanska bildhuggarna arbetade vid de skolor eller verkstäder som verkade vid kyrkobyggena, men jämfört med arkitekturen är de lokala varianterna i den romanska bildkonsten svårare att skilja åt. Namnen på några mästare har lämnats till eftervärlden men några individuella särdrag i deras värv går knappast att urskilja.
Verkstäderna vid Saint-Sernin i Toulouse bildade ett viktigt centrum för skulpturen i Languedoc och det finns mycket romansk skulptur bevarad från denna skola. Mästaren Bernardus Gelduinus arbetade till exempel i den grunda reliefstil som beskrivits ovan. De äldsta verken är från 1096.
Vid Saint-Pierre i Moissac finns det som ofta kallas den romanska konstens mästerverk: En Pantokrator, Kristus som världsskaparen, omgiven av symboliska gestalter i expressionistisk stil och lejon arrangerade i livliga reliefer som tycks vilja frigöra sig från stenblocken.
Med centrum i Clunyklostret i Burgund fanns en annan skola som arbetade i en mer skulptural och livfullare stil. Mycket lite av arbetena i Cluny finns bevarade men i Saint-Lazare i Autun finns en rad kapitäl utförda av mästaren Gislabertus' verkstad med dramatiska och berättande scener ur Bibeln med tätt packade människogestalter i dansande, svävande åtbörder. Tympanonfälet på Sainte-Madeleine i Vézélay är ett av den romanska konstens mästerverk där gestalterna frigjorts från bakgrunden och bildar en fantastisk, livfull människoskara utan att spränga den arkitektoniska ramen.
I Provence fanns en skulptur som med sina voluminösa och klassicistiska gestalter avvek från den i de andra områdena. Förmodligen var det de många romerska minnesmärkena i området som inspirerade skulptörerna i till exempel Saint-Gilles-du-Gard och Saint-Trophîme i Arles vid 1100-talets mitt.
Den romanska konsten kan ses som den första genuint kristna och västerländska konsten.

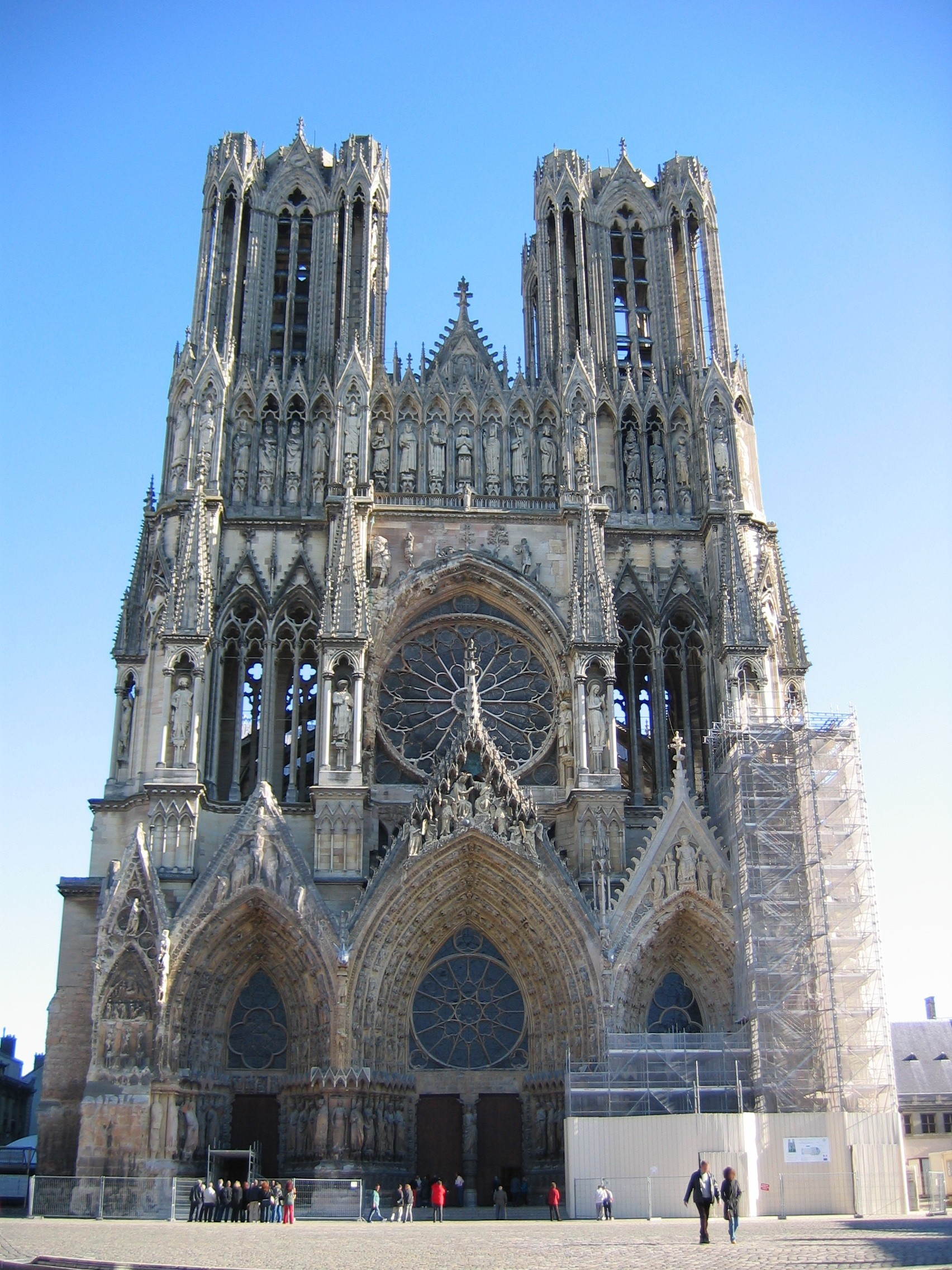
Katedralen i Reims

## Gotiken
Huvudartikel: Gotik

Under 1100-talets första hälft centraliserads makten i Frankrike kring île-de-France där kung Ludvig den helige och hans kansler Abbot Suger verkade. Deras väldokumenterade strävan att ersätta det feodala samhället med ett mer upplyst samhällsskick ledde till att universitetet i Paris gynnades och att Frankrikes ställning som en enad och ledande europeisk nation stärktes.
Skolastikerna Albertus Magnus och Thomas av Aquino undervisade i Paris, och under det följande seklet dominerade den omvärdering i Aristoteles' anda som de lärde ut. Naturen sågs inte längre som oren utan som den viktigaste källan till kunskap. Religiositet förblev den främsta orsaken till att producera konst och kyrkan var även fortsättningsvis den främsta konstbeställaren, men naturen tolkades nu som en symbolisk representation av Guds skapelse och studiet av natur hamnade på nytt i fokus.
Fram till hundraåriga kriget var det i Frankrike som den intellektuella, tekniska och konstnärliga utvecklingen skedde. Kriget gjorde att initiativet hamnade utanför landets gränser och den sengotiska konsten handlar i hög grad om konsten i Tyskland, England och Spanien.
För konstens del innebar det att byggnadshyttorna vid de ambitiösa katedralbyggena som påbörjades drog till sig arkitekter, skulptörer och andra konstnärer som samlades under en ledning. Med utbytet av idéer mellan katedralbyggena blev de konstnärliga och konstruktiva strävandena gemensamma för hela Frankrike. Konsten blev inte ett självändamål utan stod fortfarande i kyrkans tjänst. Lika väl som att beskriva gotiken efter dess visuella element kan man förstå den som en strävan efter att släppa in Guds ljus i kyrkorummet. Alla gotikens konstruktiva element fanns där innan Abbot Suger 1144 lät uppföra koromgången i Saint-Denis, men det var först i.o.m. hans strävan att låta ljuset strömma genom de målade glasen och fylla kyrkan som gotikens karaktär hittade sin form.

### Katedralerna
I koromgången i Saint-Denis användes för första gången spetsbågiga kryssribbvalv på ett medvetet sätt, och dess invigning 1144 med närvaro av Ludvig VII, Abbot Suger och biskopar från hela Frankrike kan sägas inleda den gotiska epoken. Kolonnerna och valven bildar ett ramverk utan massiv murverkan kring symboliken i bilderna i de målade fönstren: "Hela sanktuariet genomströmmas av ett mirakulöst och kontinuerligt ljus, som tränger in genom de allra heligaste fönstren" som Suger själv uttryckte det.
Konstruktivt följdes Saint-Denis av fler kyrkoprojekt som alla eftersträvade större enhetlighet och mer vertikalitet. I katedralen i Sens omkring 1140–1180 höll man fast vid emporvåning och stödväxling och en klassisk, vilande proportionering dominerar fortfarande. I Notre-Dame de Paris övergav man stödväxlingen vilket gav mer enhetlighet men höll fast vid emporerna. Tjocka kolonner avlöses av knektar som sträcker sig upp i valven.

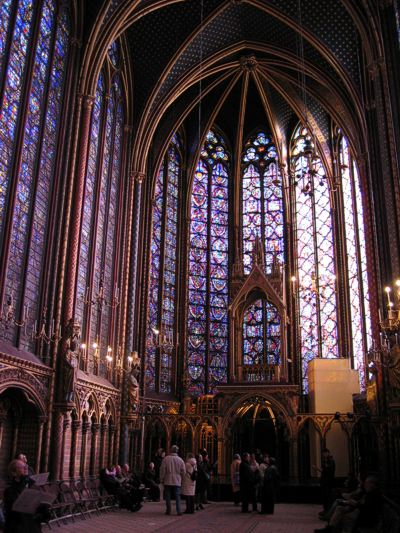
Koret i Sainte-Chapelle.

I Notre-Dame i Chartres kom den gotiska stilen omkring 1200 att först hitta sin höggotiska balans mellan detaljering och helhet. Man ersatte emporvåningen med ett triforium och gjorde arkaderna högre samt klerestoriet betydligt större än tidigare, vilket ledde till att mittskeppets övre del nu badade i ljus och färg. Samtidigt bands alla delarna ihop av knektarna och ribborna som bildade ett konsekvent system från golvet till slutstenarna som med strävpelarnas hjälp gav ett lätt intryck. Koret gjordes nästan lika stort som långhuset och omgavs av en koromgång vilket medgav ännu mer ljus.
I katedralen i Reims, påbörjad 1211, har ännu mer ljus släppts in i kyrkorummet genom att klerestoriet nästan uteslutande består av masverk och att rosettfönstret antagit enorma proportioner. Ett enhetligt system sambinder i Reims både kor och transept, och portalernas dimensioner svarar mot skeppen i interiören.
I katedralen i Amiens, påbörjad 1220, uppnåddes gotikens största dimensioner – 42 meters takhöjd invändigt – och mittskeppsväggarna kan knappast kallas väggar längre – arkaderna upptar mer än halva höjden – och korets plan består av ett raffinerat system som kombinerar 7 inre och tolv yttre stödpunkter.
Det sista monumentala höggotiska katedralprojektet blev koret i katedralen i Beauvais som påbörjades 1225. Det störtade samman på 1280-talet vilket kan ses som övergången från den höggotiska strävan efter balans mellan konstruktiva delar till sengotikens mer dekorativa verkan med helt dominerande spröjsverk, en utveckling som kom att mynna ut i Sainte-Chapelle som från början tänktes som ett helt uppglasat skrin kring den relik, Kristi törnekrona, som förvarades där. Dess kor består nästan uteslutande av glas, och dess stödsystem har minimerats till vertikala pelare som tryckts mot den höga fasaden.
Se vidare: Gotikens arkitektur

### Bildkonst
Glasmåleriet i katedralerna utgjorde en viktig del av gotikens uttryck och påverkade starkt miniatyrmåleriet som fick ett centrum i universitetet i Quartier latin i Paris. Där tidigare munkar hade tillfogat illustrationer till texten i böckerna i form av helsidesbilder, tillämpade nu lekmän systemet med medaljonger så att bilderna och texterna utgjorde en del av samma komposition. Ofta omgavs hela kompositionen av ornament och s.k. drolerier – det vill säga samma tendens som hos katedralerna med rike dekor och ökad realism. Kända exempel är Jean Pucelles' Brévière de Belleville från omkring 1320 och Pol de Limbourgs Les Très Riches Heures du Duc de Berry från 1300-talets slut. Decennierna kring 1400 skedde en gradvis övergång från de typiskt medeltida stiliserade bilderna till en betydligt mer realistisk konst. Limbourgs skildring av den franska vintern har till exempel kallats den första vinterbilden i konsthistorien.
Det franska måleriet kom under starkt italienskt inflytande då renässanskonstnären Simone Martini arbetade vid det påvliga hovet i Avignon i mitten av 1300-talet. Hans efterföljare brukar kallas École d'Avignon. I Burgund kom istället det flamländska måleriet att bilda en mer realistisk skola, École franco-flamande, med konstnärer som Jean Malouel. Olika hybridstilar, som kan sägas uppvisa särpräglat franska drag, företräddes av till exempel Moulinsmästaren och Jean Fouquet. Deras kombination av realism och psykologiska skildringar bildade grunden till en utpräglat fransk konst under de följande seklerna.
I Paris arbetade också bildvävare som Nicolas Bataille och producerade förmodligen oöverträffade textila bildsviter som kunde vara 150 m långa.
Se vidare: Gotikens konst

## Renässansen
Mellan 1494 och 1525 genomförde franska kungar flera fälttåg i Italien, och under decennierna i mitten av 1500-talet lyckades Frans I upprätta en fransk kultur som kunde mäta sig med den italienska furstekonsten. Detta skedde till en början genom att italienska renässanskonstnärer som till exempel Leonardo da Vinci kallades till Frankrike, men från och med 1510-talet började en genuint fransk konst uppträda framför allt vid de slott som uppfördes i Loiredalen, till exempel Chenonceau och Azay-le-Rideau. Denna franska stil, lika mycket renässans som manierism, var en kombination av klassiserande element som gesims och pilstrar och inhemska traditioner som massiv murverkan, brant taklutning och ett gjytter av torn och skorstenar. Typiska uttryck för den stil är slotten i Blois och Chambord.
- Jean Clouet
- François Clouet
- Pierre Lescot
- Philibert Delorme
- Jean Goujon
- Antoine Caron
- Salomon de Brosse

## Manierismen
- Fontainebleauskolan

## Barocken

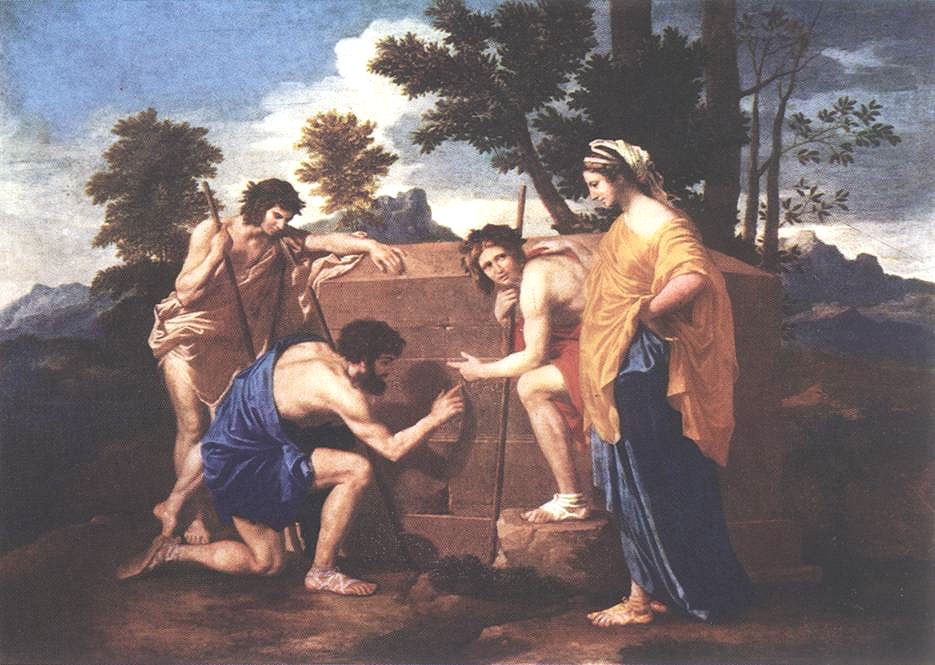
Nicolas Poussin, Et in Arkadia Ego

### Arkitektur
- Louis Levau
- Jacques Lemercier
- François Mansart
- Claude Perrault
- André Le Nôtre
- Jules Hardouin-Mansart

### Bildkonst
- Germain Pilon
- Simon Vouet
- Georges de la Tour
- Nicolas Poussin
- Claude Lorrain
- Charles Lebrun
- Philippe de Champaigne

## Rokoko

### Arkitektur
- Denis Diderot
- Jacques-Ange Gabriel
- Germain Boffrand
- Jean Lepautre
- Jean Bérain
- Juste-Aurèle Meissonnier

### Bildkonst
- Étienne-Maurice Falconet
- Edme Bouchardon
- Jacques-Philippe Bouchardon
- Antoine Watteau
- François Boucher
- Jean-Honoré Fragonard
- Maurice Quentin de La Tour
- Jean-Baptiste Chardin
- Jean-Baptiste Greuze
- Joseph Vernet
- Hubert Robert

## Klassicism
- Jacques-Louis David
- Jacques Germain Soufflot
- Étienne Louis Boullée
- Claude Nicolas Ledoux
- Charles Percier
- Pierre François Léonard Fontaine
- Henri Labrouste

## 1800-talet
- François Rude
- Georges-Eugène Haussmann
- Eugène Viollet-le-Duc
- Jean-Baptiste Carpeaux
- Auguste Rodin
- Charles Garnier
- Jean Dominique Ingres
- Eugène Delacroix
- Alexandre-Gabriel Decamps
- Camille Corot
- Gustave Courbet
- Alexandre-Évariste Fragonard
- Édouard Manet
- Claude Monet
- Pierre-Auguste Renoir
- Alfred Sisley
- Camille Pissarro
- George Seurat
- Pierre Bonnard
- Edgar Degas
- Henri de Toulouse-Lautrec
- Paul Gauguin
- Gustave Eiffel
- Paul Cézanne

## 1900-talet
- Auguste Perret
- Charles Édouard Jeanneret, "Le Corbusier"
- Henri Matisse
- Pablo Picasso
- Fernand Léger
- Robert Delaunay
- George Braque
- Henri Laurens
- André Derain
- Maurice Estève
- Jean Fautrier
- Jean Dubuffet
- Germaine Richier
- Niki de Saint-Phalle
- Yves Tanguy
- Yves Klein
- Martial Raysse
- Joan Miró
- Marc Chagall
- Henri Rousseau